# Inondations européennes de 2016
De fin mai à début juin 2016, une partie de l'Europe a connu un fort épisode pluvieux entrainant de nombreuses crues et inondations. Parmi les pays touchés, on peut citer l'Allemagne, la France, l'Autriche, la Suisse, la Belgique, la Moldavie et la Roumanie. 
Au moins 19 morts sont causées par ces inondations (selon un bilan provisoire), et d'importants dégâts matériels ont également eu lieu, évalués à un milliard d'euros environ.

## Causes
En mai 2016, des hautes pressions sont restées au nord de l'Europe, y apportant du beau temps. L'Europe du Sud a quant à elle connu des dépressions stagnantes. Ainsi le conflit de masses d'air a apporté des masses d'air humides en provenance de l'Atlantique. Ceci explique le mois de mai particulièrement pluvieux dans certains pays d'Europe. Diverses stations météorologiques battent des records en termes de précipitation. 
Ainsi, à Paris, le mois de mai 2016 est le plus arrosé depuis 1960, tous mois confondus. À Orléans, il est enregistré 178 mm de précipitations, soit trois mois classiques en moyenne. En France, cette situation météorologique touche particulièrement le centre du pays, l'Île-de-France et le Nord. À l'inverse, des régions comme la Bretagne, les Pyrénées ou la Corse ont connu un mois de mai plus sec qu'à l'accoutumée.

## Chronologie

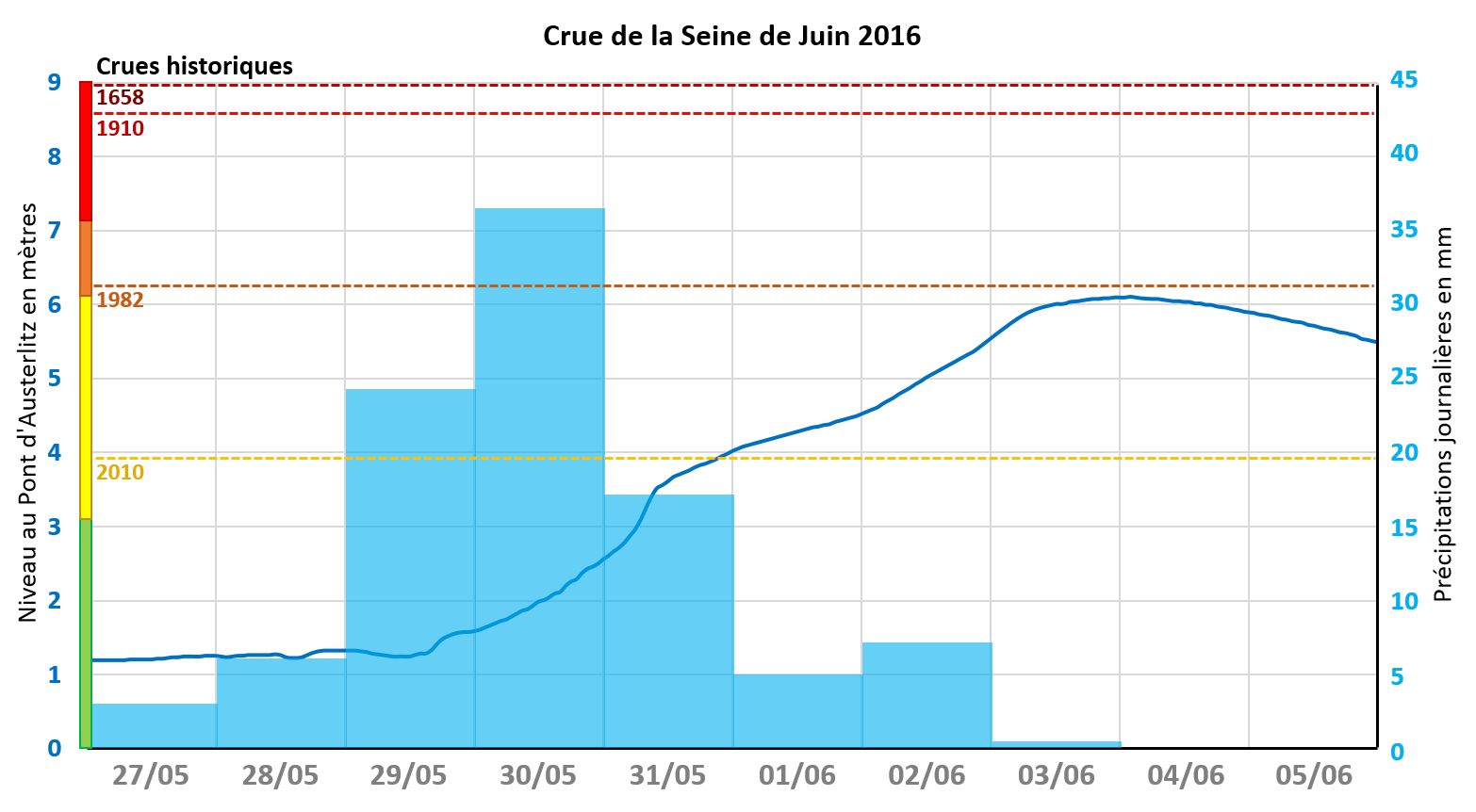
Évolution du niveau de la Seine à Paris lors de la crue de juin 2016 en regard d'une estimation des précipitations moyennes dans le bassin versant (Orly, Troyes, Reims).

Du 28 au 31 mai, des pluies très importantes ont lieu dans plusieurs régions, avec des valeurs localement exceptionnelles. Les départements les plus durement touchés sont le Loiret, le Loir-et-Cher, le Cher, l'Essonne et l'Yonne. La journée la plus pluvieuse est le 30 mai, avec l'équivalent d'un mois de précipitations à Trappes et Orléans.
Puis une accalmie a lieu le 1er juin, alors que les cours d'eau se gonflent de l'eau des pluies accumulée, en provoquant des crues très importantes. 4,63 m sont ainsi atteints à Nemours, en Seine-et-Marne, dans la nuit du 1er au 2 juin, battant le record de la crue de 1910 (4,25 m).
Le 1er juin, un nouvel épisode pluvieux entre par les frontières belges et allemandes, touchant le quart nord-est jusqu'au massif central. Il est cependant de bien moindre ampleur que le premier, avec des précipitations d'environ 10 à 20 mm.
L'onde de crue se propage ensuite pour atteindre la Seine via ses affluents, où le maximum est relevé dans la nuit du vendredi 3 au samedi 4 juin, avec 6,10 m.
Le 7 juin, des orages et de fortes pluies sont toujours présents dans le Nord-est de la France, où 17 départements sont en vigilance orange. Un septuagénaire est retrouvé mort noyé dans son véhicule, dans le Pas-de-Calais, à la suite de ces fortes précipitations.
Le 8 juin 2016, la vigilance orange liée aux risques d'orages et d'inondations a été levée dans les départements restants, situés dans le nord-est de la France, alors que la décrue se poursuit.

## Conséquences

### En France
Le coût des dommages causés par les inondations est estimé par l'AFA à un montant compris entre 900 millions et 1,4 milliard d'euros, au 7 juin 2016.
Le conseil des ministres publie le 9 juin 2016 au Journal Officiel l'arrêté interministériel de catastrophe naturelle pour 782 communes situées dans 16 départements, permettant l'indemnisation rapide des sinistrés.
Un an après les inondations, le 30 mai 2017, la Fédération française de l'assurance (FFA) publie un communiqué dans lequel elle fait le bilan des indemnisations. Elle estime à 182 000 le nombre de sinistres déclarés, pour un coût de plus d'1,4 milliard d'euros, et déclare que 96 % des sinistrés ont fait l'objet d'un règlement.

#### Centre-Val de Loire

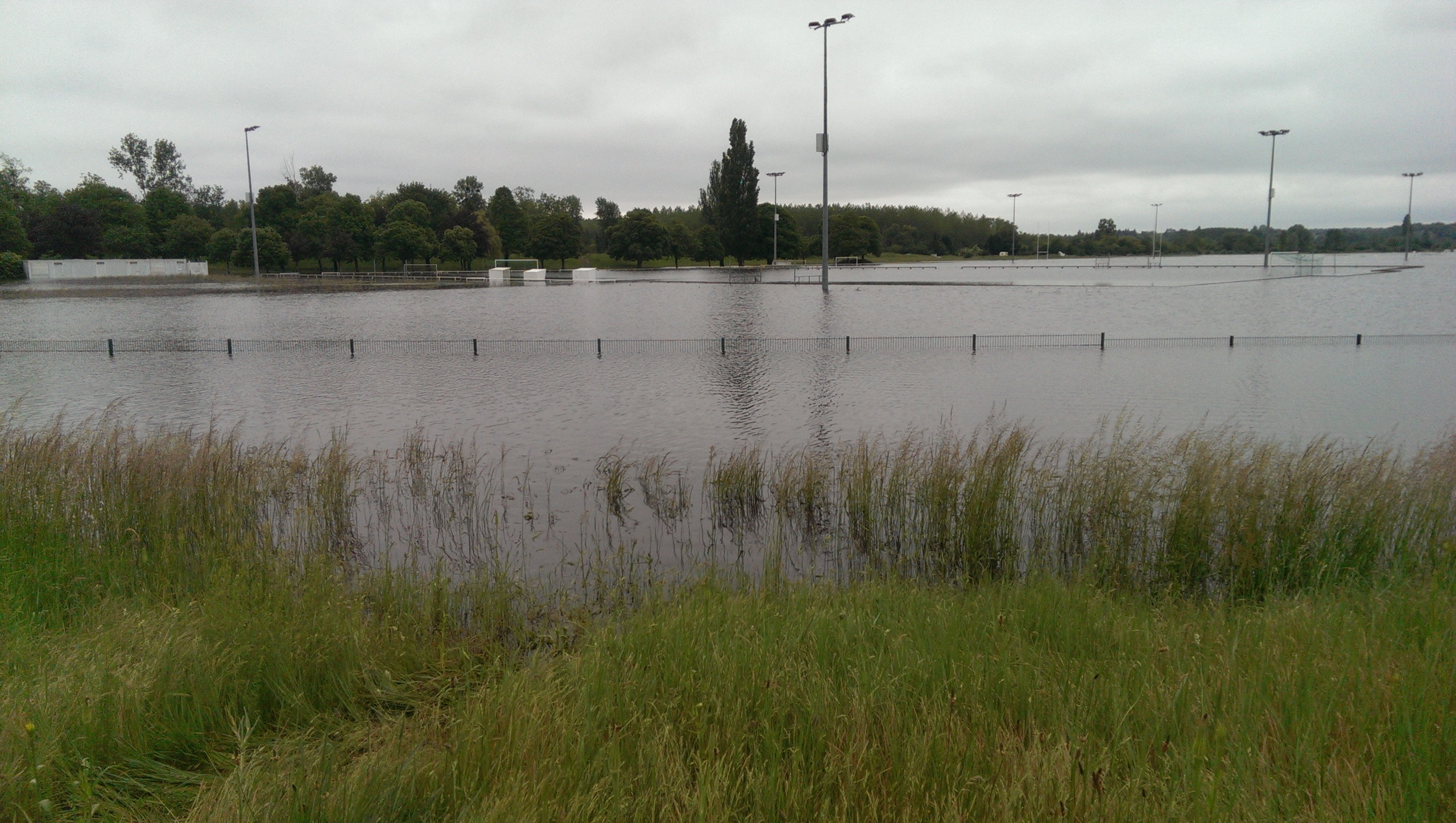
Des terrains de sport submergés par les eaux à Blois.

Dans la région Centre-Val de Loire, le département du Loiret est particulièrement touché en raison d'une crue exceptionnelle du Loing ; il est le premier département français à être signalé par une vigilance rouge par Météo France le 31 mai, situation qui dure jusqu'au 2 juin. Durant l'épisode pluvieux, il y est tombé l'équivalent d'un mois et demi de précipitations en trois jours. Plusieurs dizaines de routes sont coupées, dont l'autoroute A10, axe principal reliant Paris à Bordeaux, au niveau d'Orléans, ainsi que la tangentielle d'Orléans. Plusieurs centaines de personnes ont dû être évacuées par les secours, dont certaines bloquées sur l'A10. Cette dernière a été rouverte le 10 juin, après dix jours de perturbations. À Saran (nord d'Orléans), une centaine de détenus du centre pénitentiaire Saran-Orléans ont dû être déplacés vers d'autres établissements, les inondations touchant des locaux techniques et causant des coupures de chauffage et d'électricité.
Dans le Loir-et-Cher, la situation est moins grave mais de nombreuses rivières sont en crue, ainsi que la Loire. La crue du Cosson atteint le château de Chambord, qui se retrouve au bord de l'eau. Le directeur général du château de Chambord estime accuser une perte d'exploitation de 150 000 à 200 000 euros à cause des cinq jours de fermeture forcée dus aux inondations. De nombreux dégâts sont à déplorer, notamment l'écroulement de 125 mètres de murs d'enceinte, et le coût des réparations est estimé entre 500 000 et 1 million d'euros.

#### Île-de-France
L’Île-de-France, au cœur de trois confluences, Seine/Yonne, Seine/Marne et Seine/Oise, a connu plus d’une quinzaine de crues majeures (supérieures à 7 mètres à Paris) depuis 1650 et en connaîtra d'autres.

##### Seine-et-Marne
La Seine-et-Marne est le second département du pays placé en alerte rouge, principalement en raison de la crue record d'un des affluents de la Seine : le Loing. Dès le 1er juin, la ville de Nemours est coupée en deux et le centre ville se retrouve sous les eaux de la rivière. Le 2 juin, une octogénaire est retrouvée morte dans son pavillon inondé, à Souppes-sur-Loing.
Le même jour, plus au nord, en tentant de traverser sur un cheval l'Yerres (autre affluent de la Seine) qui a débordé de son lit et inondé un champ sur la commune d'Évry-Grégy-sur-Yerres, un homme de 74 ans trouve la mort par noyade après une chute, alors que sa monture survit.

##### Paris
À Paris, les premiers débordements en première couronne se situent à la cote 5,5 m,
et la « Cote des débordements graves » (début des atteintes aux réseaux) est conventionnellement située à 6 m.
Le jeudi 2 juin, certains musées parisiens situés à proximité de la Seine, dont le Louvre, évacuent leurs réserves ou ferment partiellement. Les musées parisiens, préparés à ce genre d'évènements et disposant de réserves en zones non-inondables, n'ont pas subi de dégâts matériels majeurs mais sont victimes d'un manque à gagner à la suite de leur fermeture de plusieurs jours. Le musée d'Orsay compte par exemple un manque à gagner d'environ 200 000 euros, et le musée du Louvre 1,5 million d'euros. Le même jour, la SNCF et la RATP ferment quelques stations (notamment Saint-Michel), puis le service du RER C est interrompu à Paris pour plusieurs jours .
La Seine atteint, dans l'après-midi du 3 juin 2016, son plus haut niveau depuis les inondations de 1982 avec 6,07 mètres. Cependant, le record de 1910 n'est pas atteint à Paris puisque la Seine entame sa décrue dans la nuit du 3 au 4 juin, après avoir atteint une hauteur de 6,10 m à 2 h du matin.

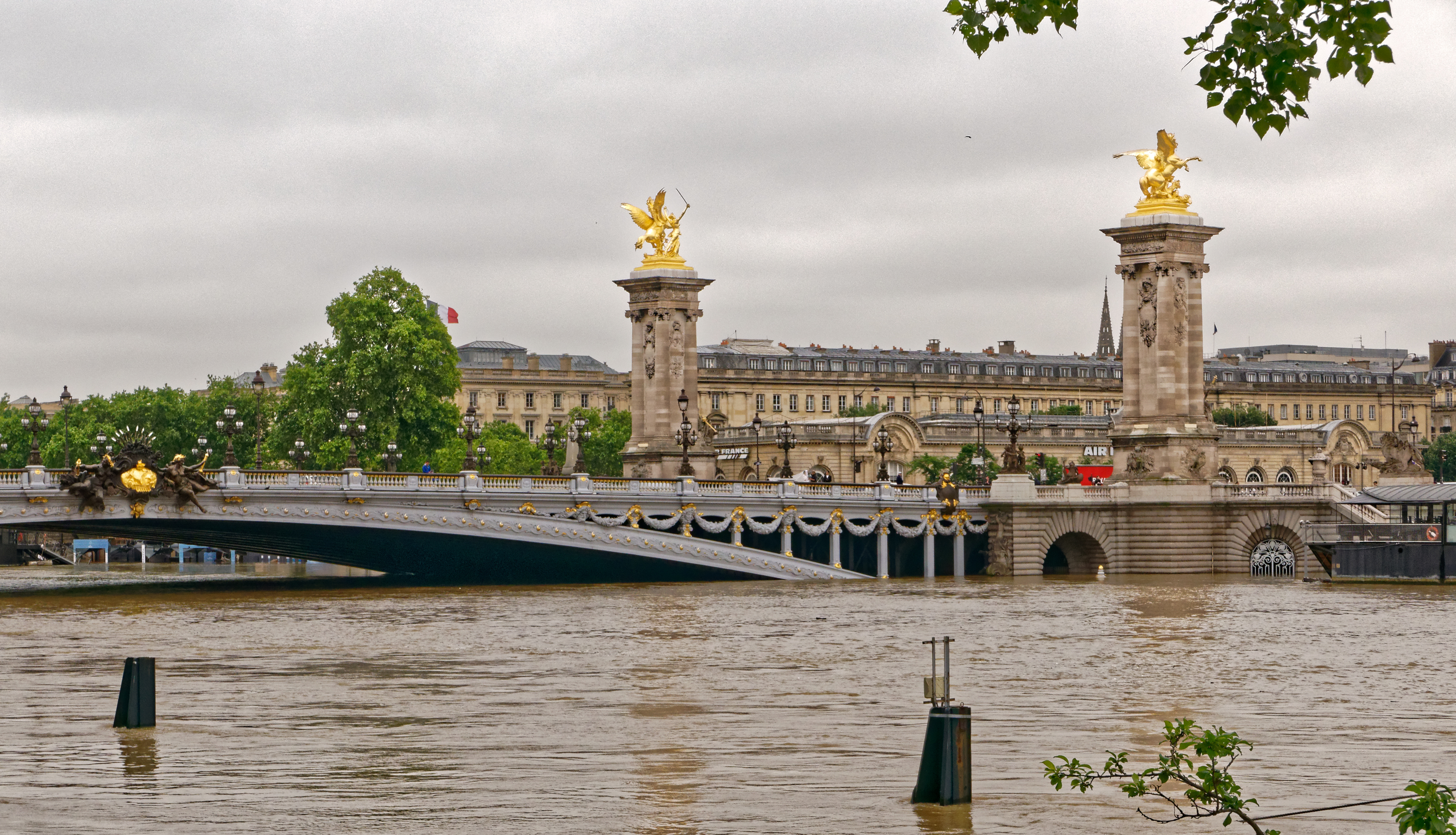
La crue de la Seine au niveau du pont Alexandre-III, le 3 juin 2016 à 9 h.
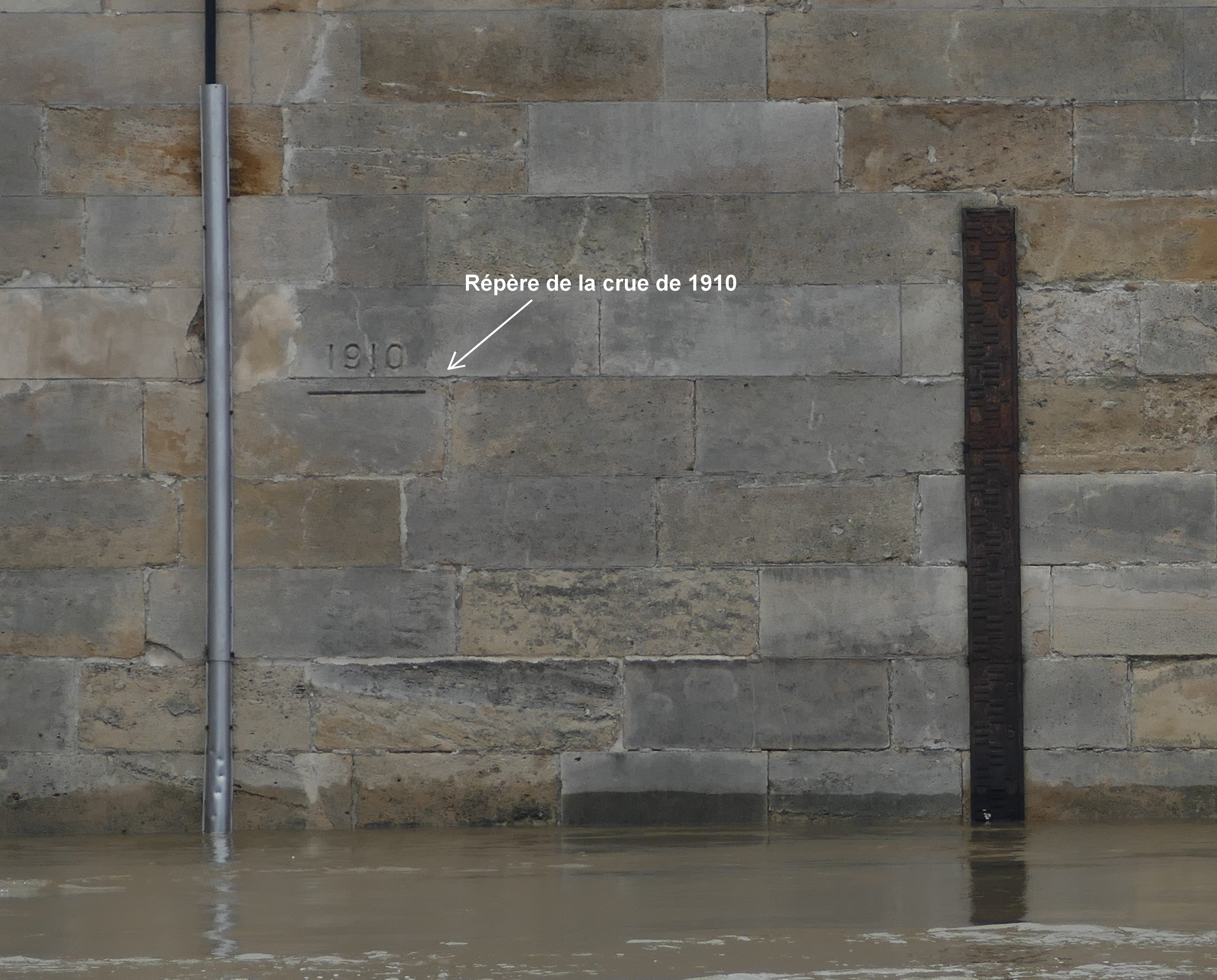
Crue de la Seine au 3 juin 2016 comparée au niveau atteint par le fleuve durant la crue de 1910.
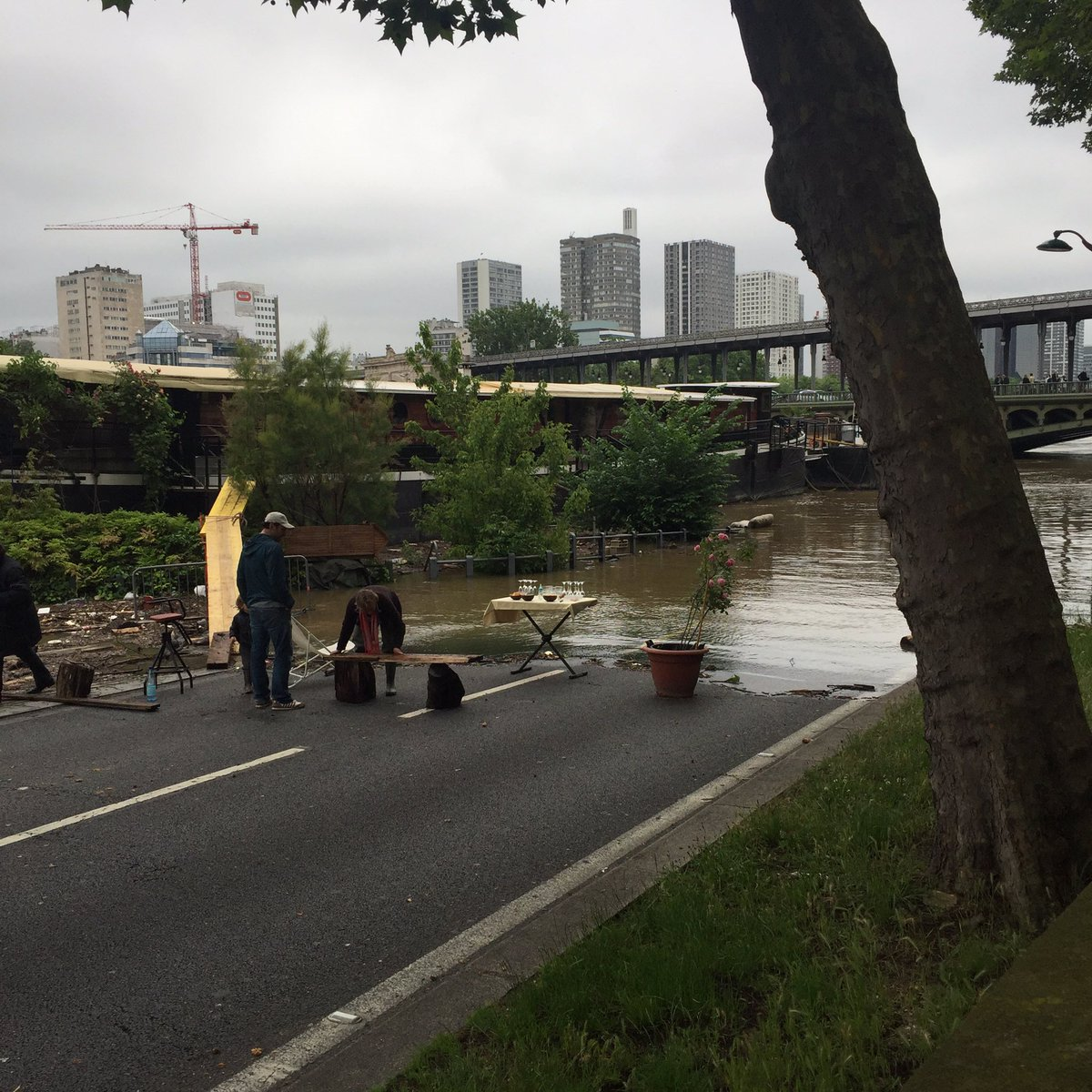
Le 3 juin, dans la soirée, c'est le nord-ouest de Paris qui est touché, notamment dans les villes de Levallois-Perret et de Neuilly-sur-Seine.
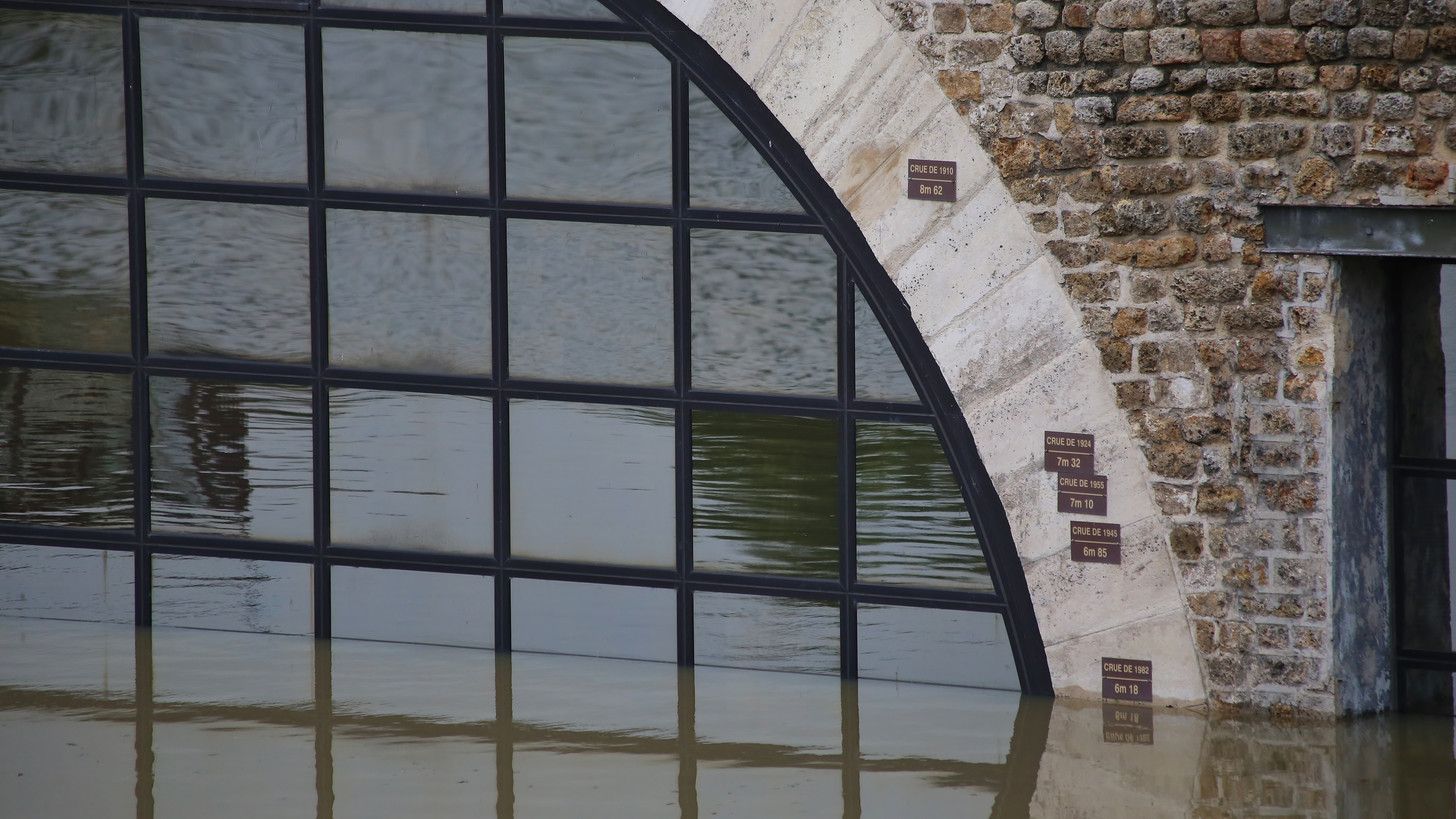
Niveau de l'eau au bassin de l'Arsenal à Paris le 3 juin 2016 à 17h. A 6,05 m le niveau de la crue de 1982 est quasiment atteint.
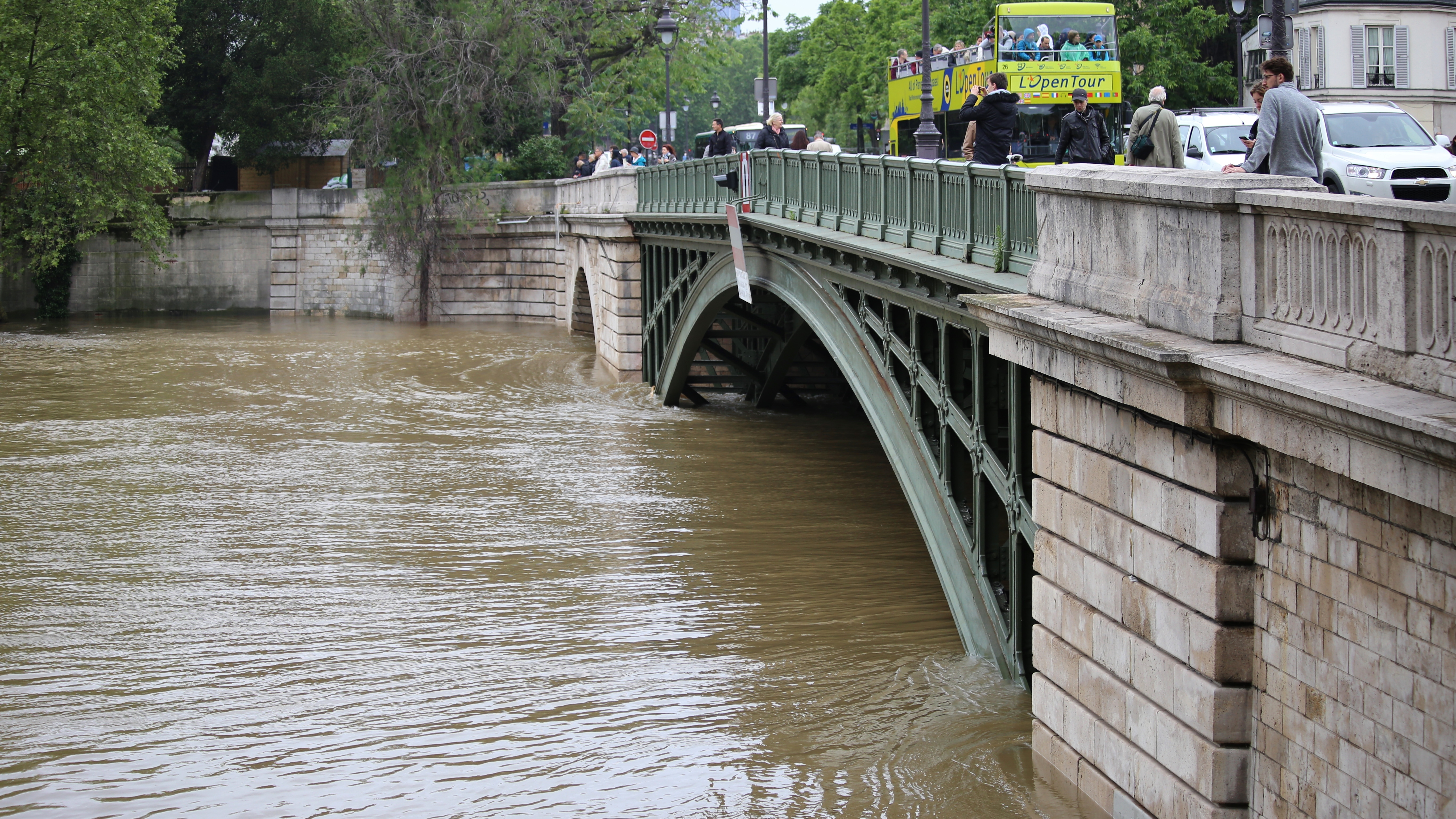
La Seine lors de sa crue à 6,05 m au Pont de Sully le 3 juin 2016 à 17h.
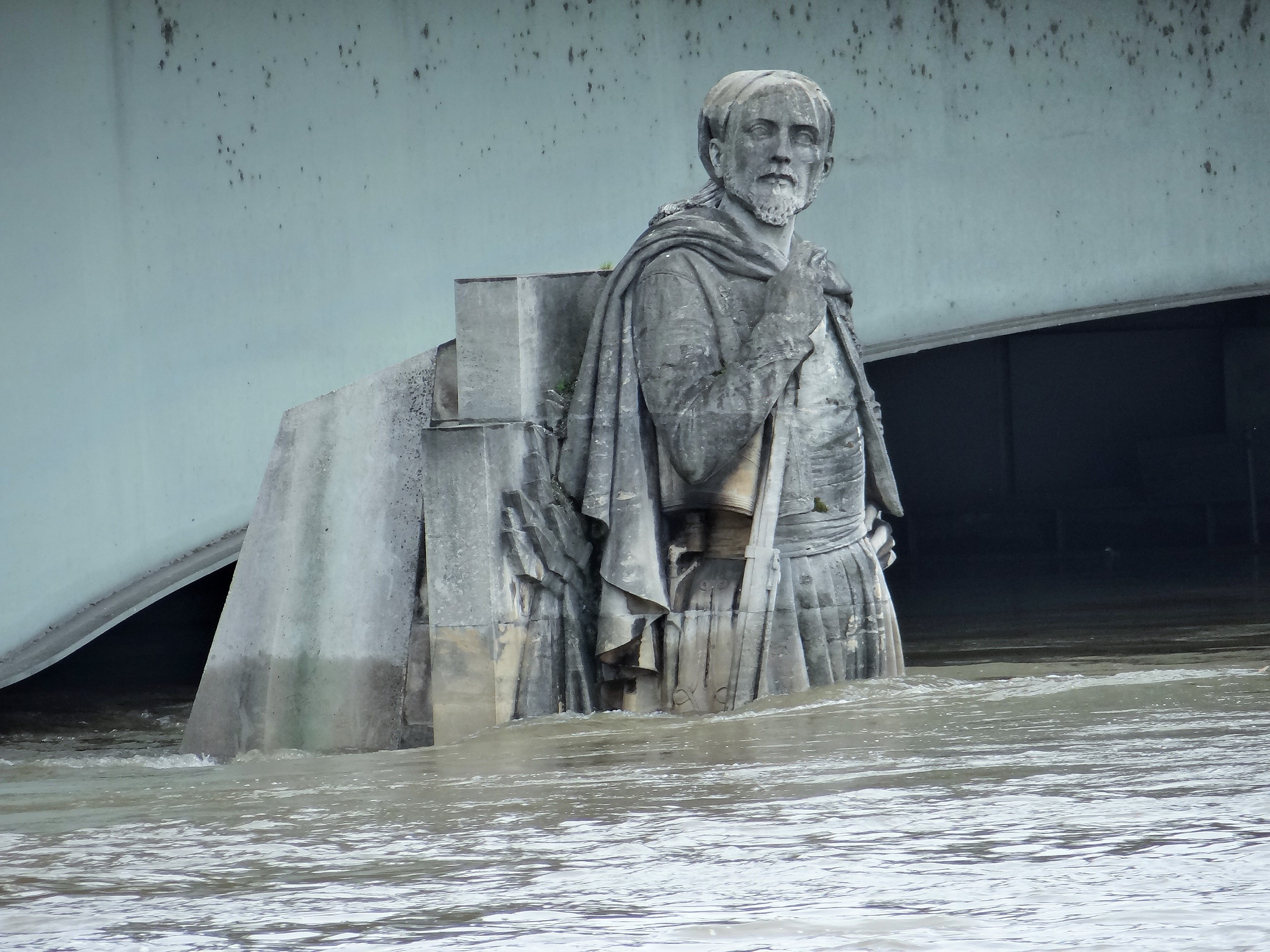
Le Zouave du pont de l'Alma, le 4 juin à 10 h.
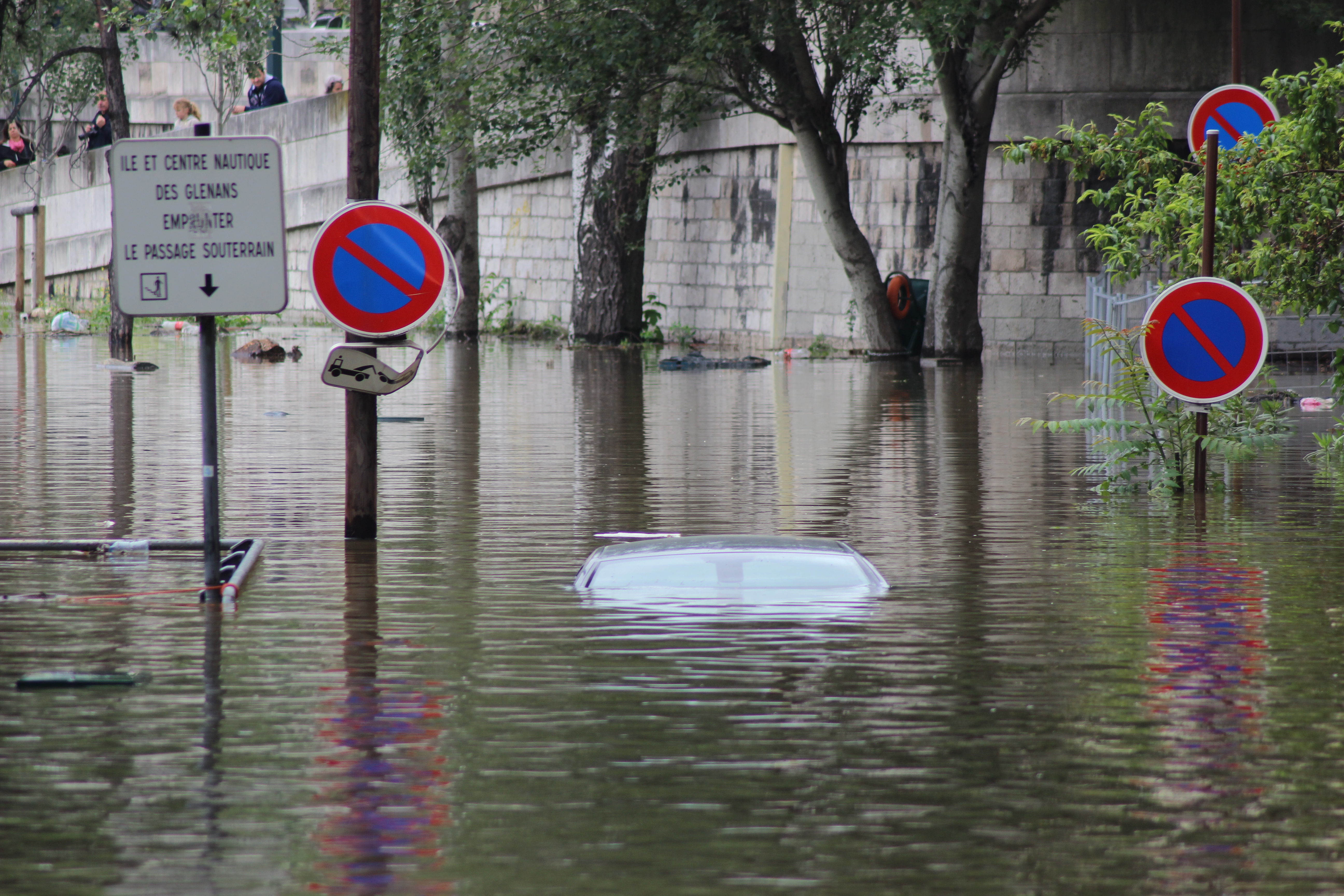
Véhicule submergé, le 4 juin.
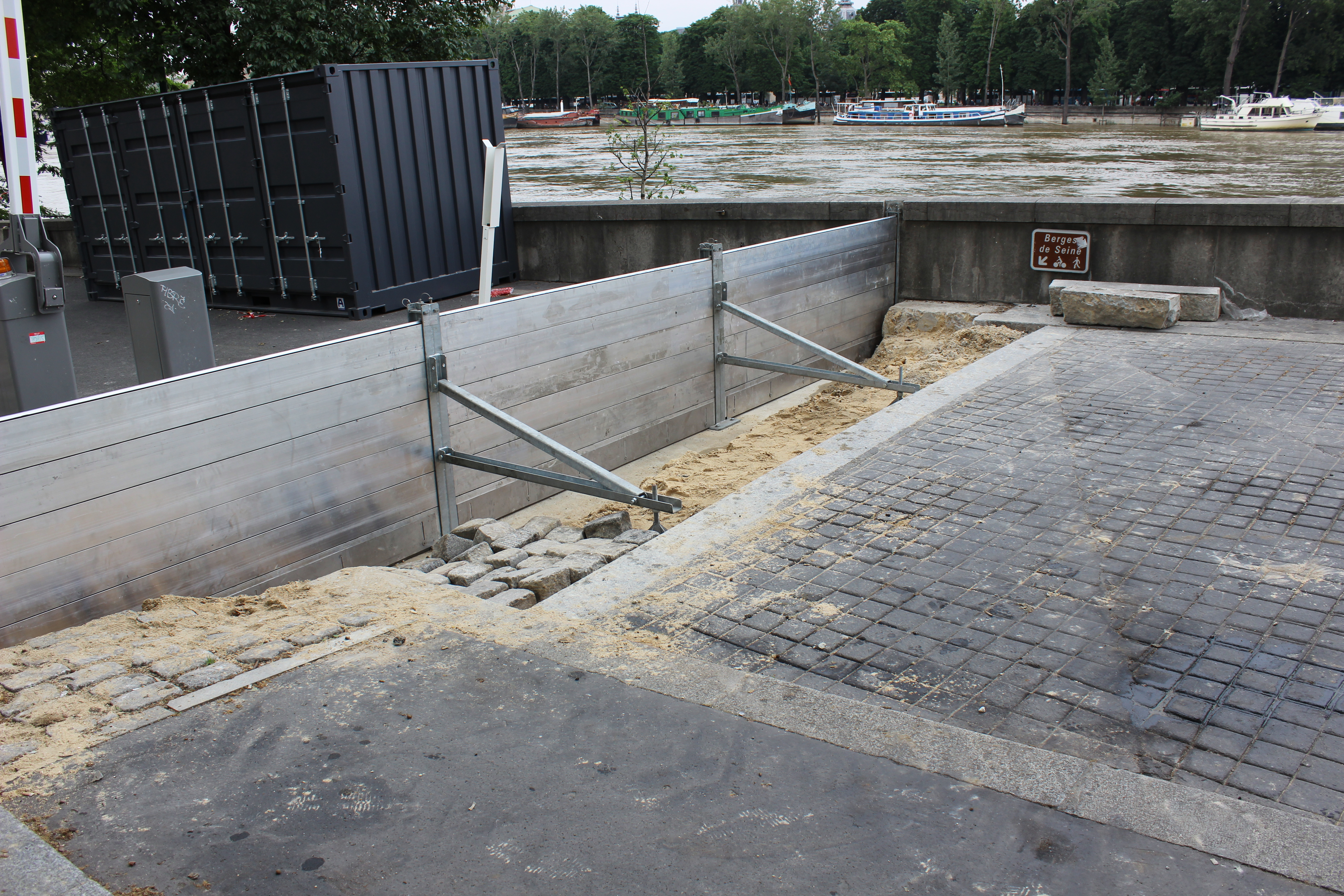
Barrage anti-crue sur les quais de Paris, le 4 juin.

### En Allemagne
En Bavière, les inondations ont fait au moins 11 morts.

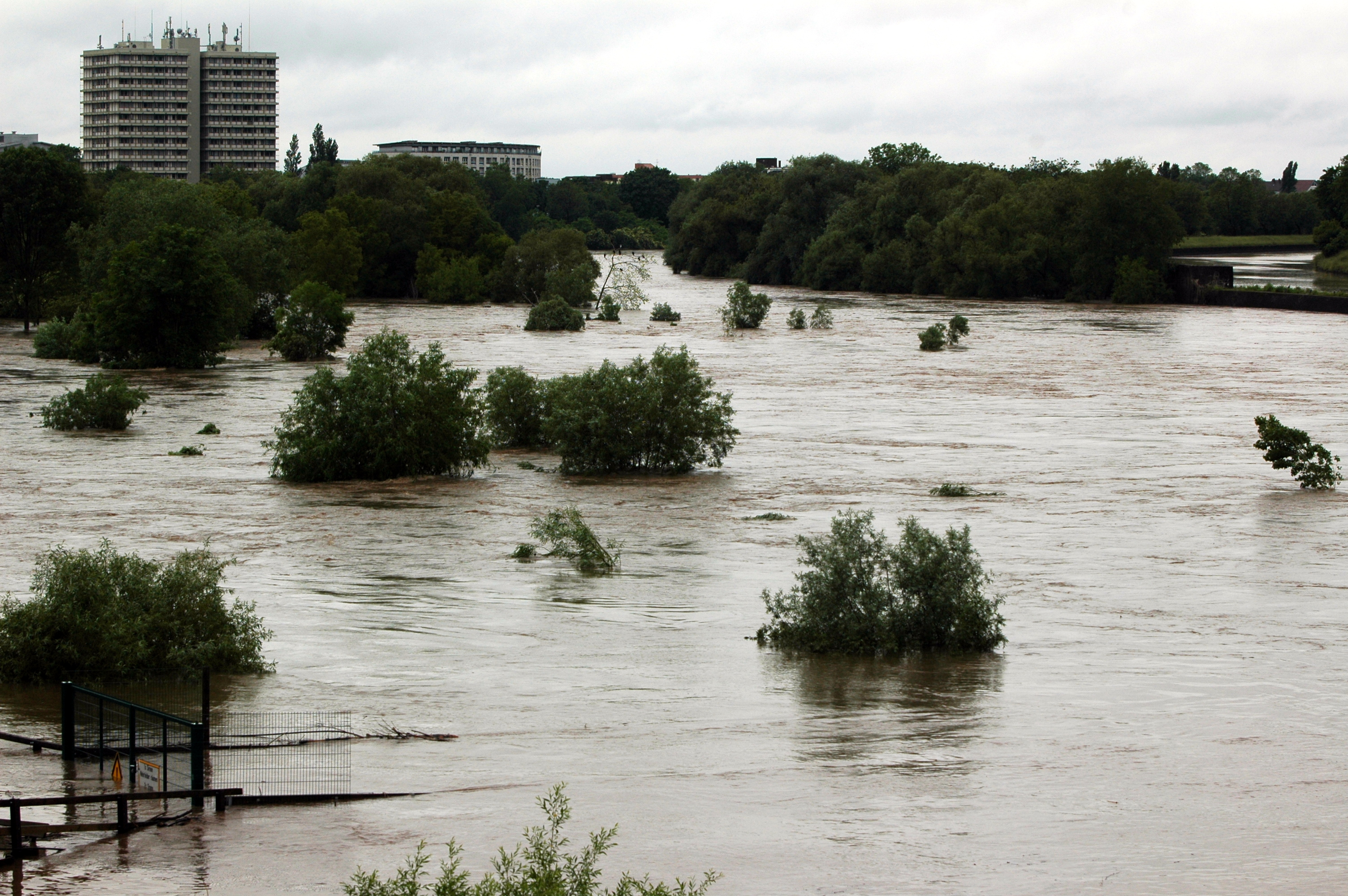
Crue du Neckar à Heidelberg (Bade-Wurtemberg), le 30 mai.
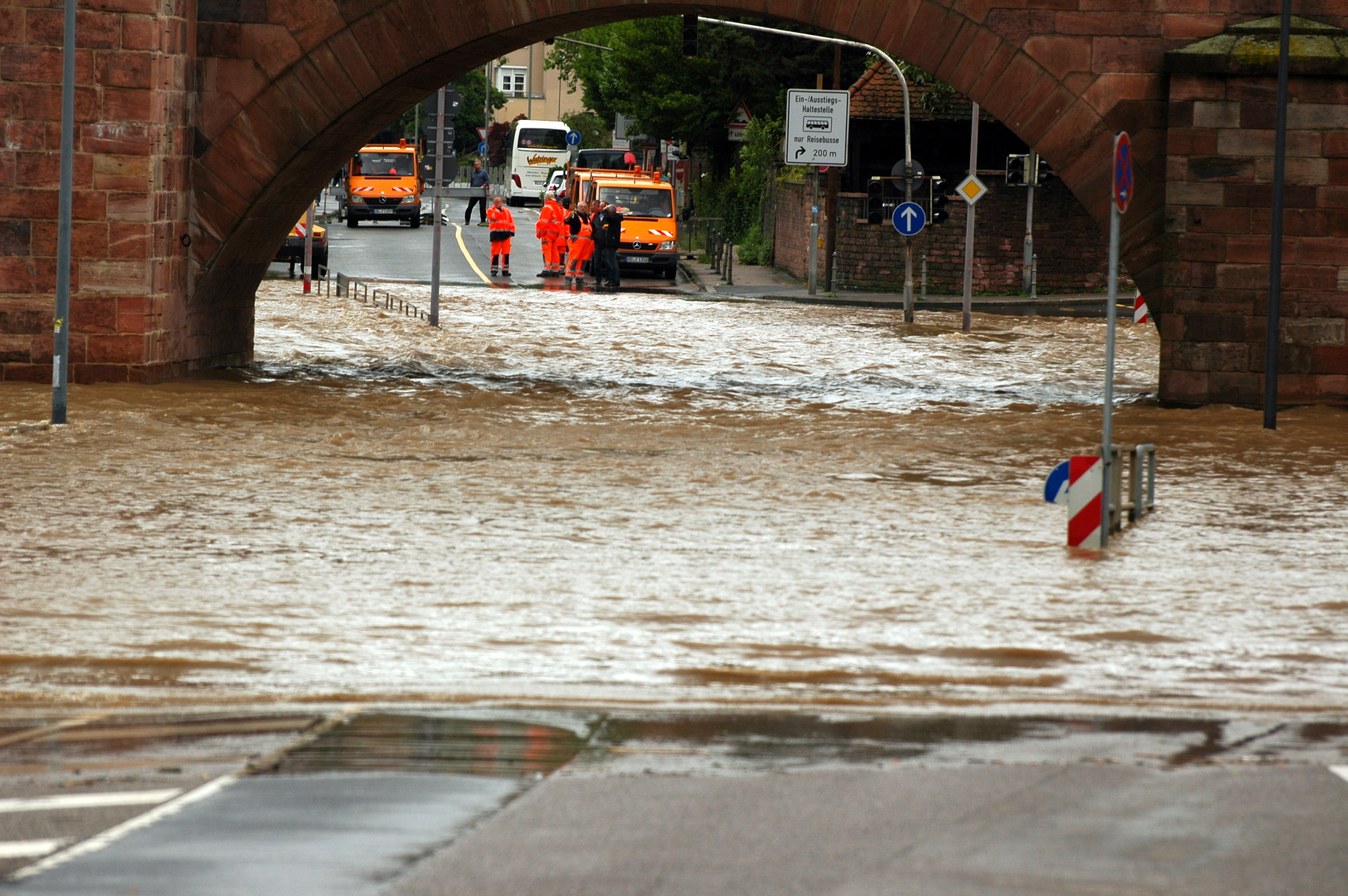
Inondations à Heidelberg, le 30 mai.

### En Moldavie
Le 1er juin, des pluies torrentielles provoquent des inondations massives en Moldavie. Des dizaines de rues sont inondées à Chisinau, notamment la rue Albisoara, près du Bîc, où l’eau dépasse un mètre et demi. De nombreuses habitations sont inondées dans les villages Iargara de Leova et Loganesti de Hîncesti.
Le 2 juin, dans le brouillard et la pluie, un hélicoptère EC135 du SMURD, service de secours d’urgence moldave, s’écrase dans une forêt de la commune de Haragîs, dans le raion de Cantemir. Les 4 personnes à bord, d’origine roumaine, meurent dans l’accident. Le président moldave Nicolae Timofti déclare le 3 juin un jour de deuil national en mémoire de l’équipage de l’hélicoptère du SMURD.

### En Roumanie
Entre les 3 et 4 juin, les hydrologues de l’INHGA (institut national d’hydrographie et de gestion de l’eau) établissent le code rouge pour les crues des rivières et des bassins suivants :
- le Raul Negru, dans les judete de Harghita et de Covasna, affluent de l’Olt
- les bassins inférieur et supérieur de la Bistrita, dans les judete de Suceava, de Harghita et de Neamt
- le Trotuș, dans les judete de Harghita, de Neamt et de Bacau
- la Putna, dans le judet de Vrancea, affluent de la Moldova
- le Bârlad, dans les judete de Iasi, de Vaslui, de Bacau, de Vrancea, Neamt et de Galati
- d’autres cours d’eau mineurs affluents du Siret et du Prout, dans les juvete de Bacau, de Vrancea, de Vaslui et de Galati

Les inondations touchent 7 judete, principalement dans le nord-est du pays. Plus de 4 500 pompiers, gendarmes et policiers sont intervenus pendant la nuit du 2 au 3 juin pour secourir les communautés affectées.

## Bilan humain
Les inondations ont causé la mort de plusieurs personnes notamment en France et en Allemagne. Le Premier ministre Manuel Valls déclare le 4 juin que quatre morts et 24 blessés sont à déplorer pour la France (bilan provisoire). Par la suite, un septuagénaire du Pas-de-Calais est retrouvé noyé dans sa voiture le 7 juin, faisant passer le bilan à cinq morts en France.
| Pays      | Morts | Blessés | Réf.   |
| --------- | ----- | ------- | ------ |
| Allemagne | 11    | ?       | [ 30 ] |
| France    | 5     | 24      | [ 29 ] |
| Roumanie  | 2     | ?       | [ 29 ] |
| Belgique  | 1     | ?       | ,      |